# Bieraria Tschlin
Die Bieraria Tschlin SA (rätoromanisch für Brauerei Tschlin) ist eine Schweizer Brauerei in Martina (Gemeinde Valsot, Unterengadin, Kanton Graubünden). Sie produziert vier bio- und bergzertifizierte Biersorten unter der Marke Biera Engiadinaisa (rätoromanisch für Engadiner Bier).

## Geschichte

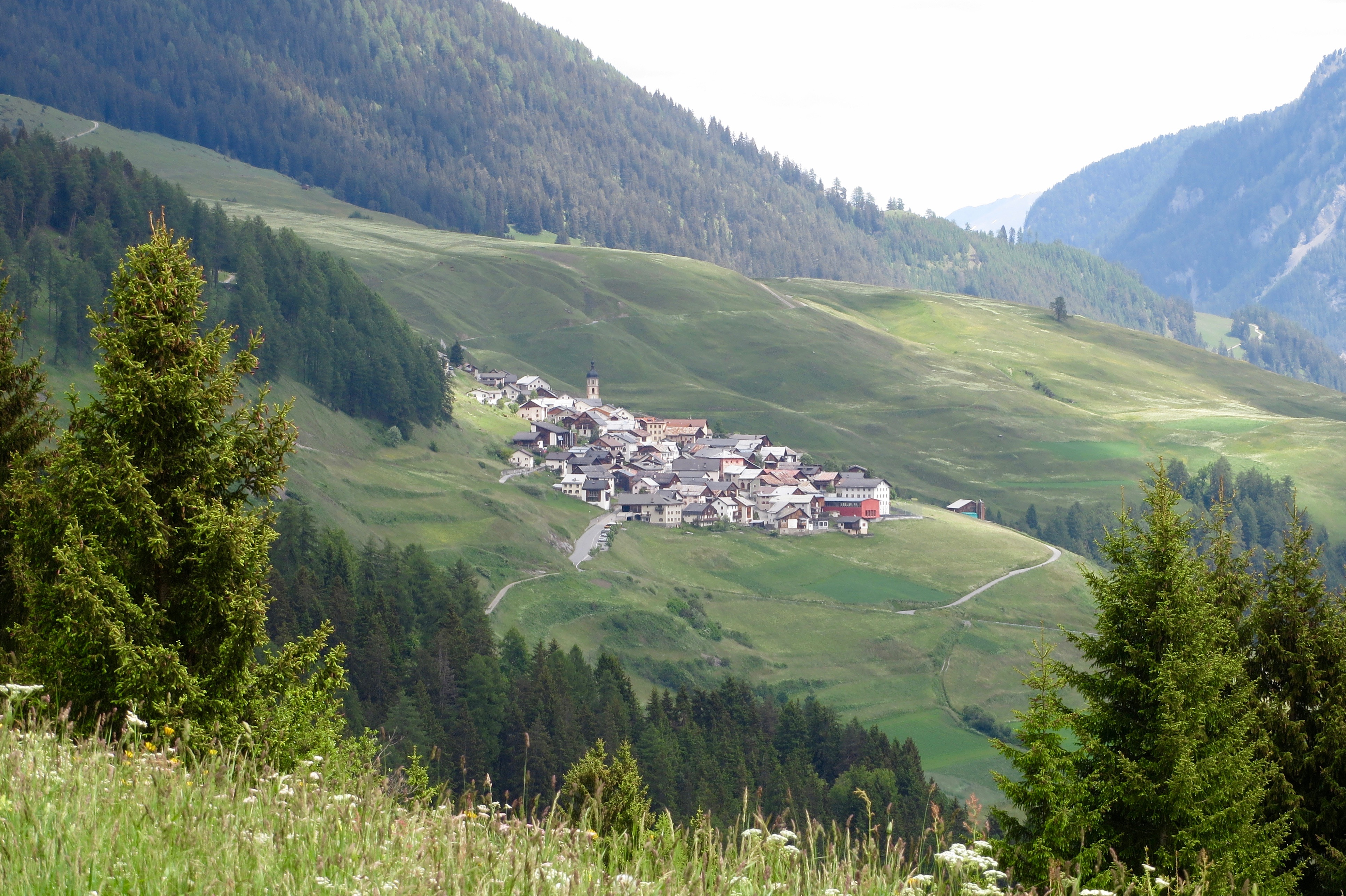
Das Terrassendorf Tschlin, der ursprüngliche Standort der Brauerei

Die Bieraria Tschlin wurde 2004 im Unterengadiner Terrassendorf Tschlin gegründet. 2016 zog sie aus Logistik- und Platzgründen in eine ehemalige Liegenschaft der Engadiner Kraftwerke in den Talgrund nach Martina um.
Seit 2020 kooperiert die Bieraria Tschlin mit der Chopfab Boxer im Bereich Logistik und Vertrieb.

## Sortiment

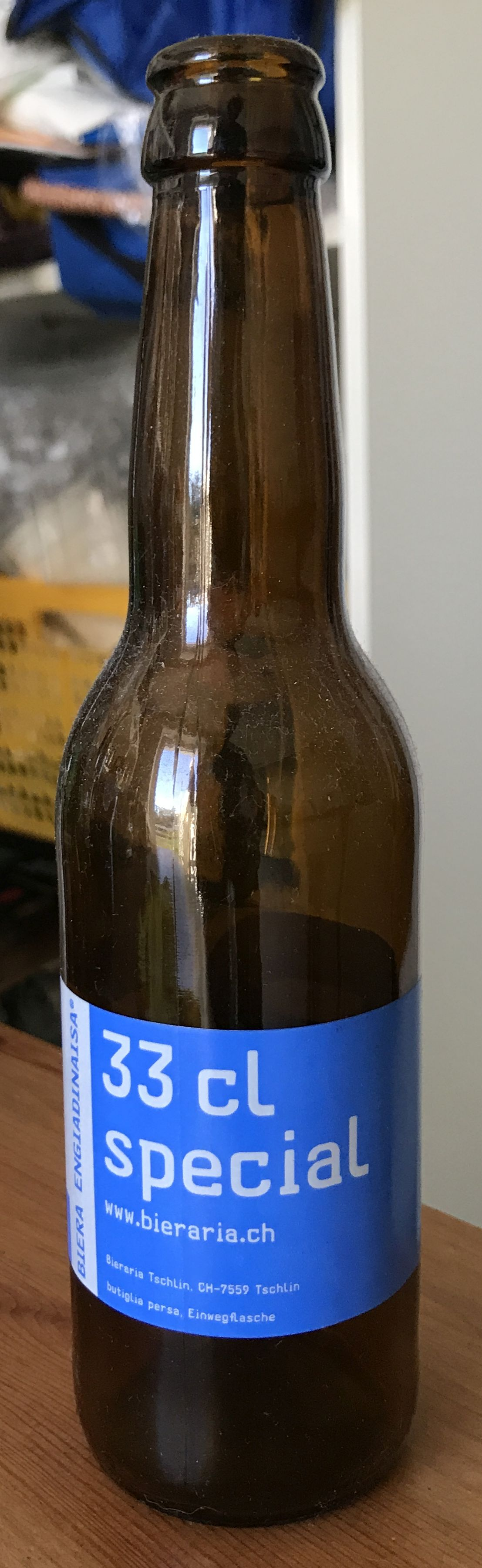
Tschlin Ambra

Während die meisten Schweizer Brauereien die Braugerste und den Hopfen aus dem Ausland beziehen, wird Biera Engiadinaisa zu 100 % aus Schweizer Zutaten aus biologischem Landbau hergestellt und ist daher mit dem Gütesiegel Bio Suisse Knospe ausgezeichnet. Die Rohstoffe kommen überdies aus dem regionalen Berggebiet, daher ist das Bier auch mit den Gütesiegeln Schweizer Bergprodukt und regio.garantie zertifiziert.
Es werden die folgenden Biersorten hergestellt:
- Tschlin cler: Helles, naturtrübes Lager-Bier
- Tschlin ambra: Amber-Bier
- Alvetern/Edelweiss: Wit-Bier mit Edelweissblumen aus dem Puschlav
- Biera Engiadinaisa Weizen: Weizenbier

## Auszeichnungen
2019 wurde die Bieraria Tschlin mit dem Bio Grischun-Preis und mit dem Grand Prix Bio Suisse ausgezeichnet.

## Vertrieb
Biera Engiadinaisa wird in diversen Restaurants und Lebensmittelgeschäften im Engadin angeboten. Zudem wird Tschlin Ambra in der ganzen Schweiz durch den Detailhändler Coop in der Pro Montagna-Linie verkauft.